# Laozhai Miaozu Xiang
Laozhai Miaozu Xiang (kinesiska: 老寨, 老寨苗族乡) är en socken i Kina. Den ligger i provinsen Yunnan, i den sydvästra delen av landet, omkring 220 kilometer sydost om provinshuvudstaden Kunming. Antalet invånare är 15 479. Befolkningen består av 6 289 kvinnor och 9 190 män. Barn under 15 år utgör 21,0 %, vuxna 15-64 år 73 %, och äldre över 65 år 5,0 %.
Genomsnittlig årsnederbörd är 1 464 millimeter. Den regnigaste månaden är juli, med i genomsnitt 310 mm nederbörd, och den torraste är februari, med 20 mm nederbörd.